# Arabeska (film)
Arabeska (ang. Arabesque) – amerykański film łączący komedię, dreszczowiec i kino szpiegowskie z 1966 w reżyserii Stanleya Donena, zrealizowany na podstawie powieści Gordona Cotlera The Cypher.
Zdjęcia do filmu kręcono w Anglii. Wśród wykorzystanych lokacji były m.in. Londyn (Trafalgar Square, British Museum, Waterloo Station, Regent’s Park), Oksford (miejsce wykładów profesora Pollocka) oraz tor wyścigów konnych w Ascot (hrabstwo Berkshire). Finałowe sceny powstały przy wiadukcie Crumlin w południowej Walii.

## Fabuła
W Anglii u okulisty zostaje zamordowany profesor Ragheeb. Pracujący w Anglii amerykański profesor David Pollock jest egiptologiem. Premier arabskiego kraju, ekscelencja Hassan Jena porywa Pollocka do samochodu, gdzie namawia go do spotkania się z Beshraavim. W trakcie wizyty u Beshraaviego Pollock otrzymuje od niego zlecenie odczytania krótkiego hieroglifu. Po chwili dowiaduje się od Yasmin Azir, że profesor Ragheeb został zlikwidowany. W obliczu zagrożenia życia Pollock i Yasmin uciekają razem. Następuje próba zabójstwa Pollocka, ale ratuje go Yasmin wraz z grupą opozycyjnych Arabów. Grupa jednak więzi Pollocka, by zdobyć od niego kartkę z hieroglifem. Rozpoczyna się gra, której celem jest odzyskanie kartki.

## Obsada
- Sophia Loren – Yasmin Azir
- Gregory Peck – profesor David Pollock
- George Coulouris – profesor Ragheeb
- Duncan Lamont – Webster
- Carl Duering – Hassan Jena
- Alan Badel – Beshraavi
- Harold Kasket – Mohammed Lufti
- Kieron Moore – Yussef Kasim
- John Merivale – major Sylvester PenningtonSloane
- Ernest Clark – Beauchamp